# Renia lasiopoda
Renia lasiopoda är en fjärilsart som beskrevs av George Francis Hampson. Renia lasiopoda ingår i släktet Renia och familjen nattflyn. Inga underarter finns listade.